# Hanšin Tigers

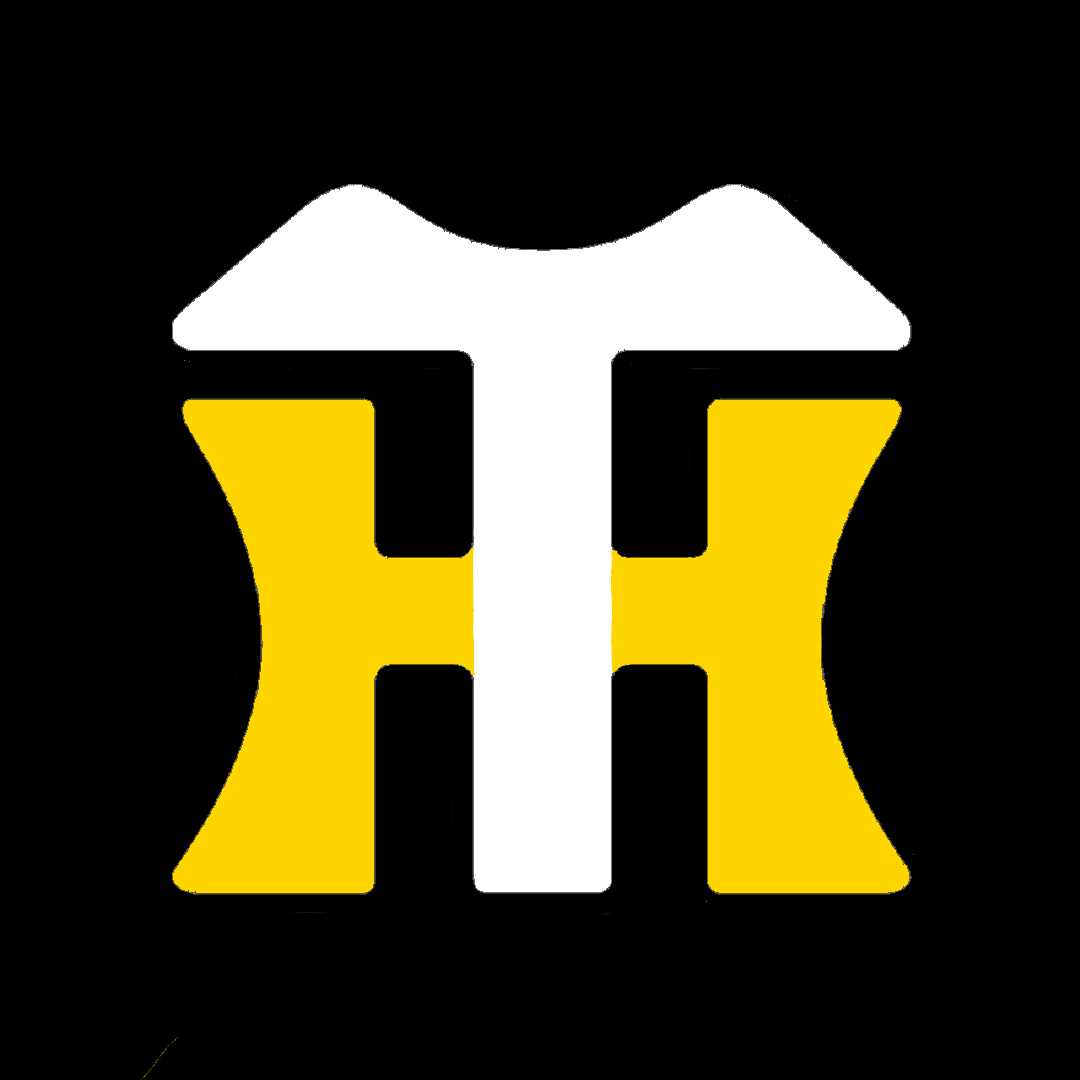
Týmový znak

Hanšin Tigers (japonsky  阪神タイガース, Hanšin Taigásu) je profesionální baseballový klub z Nippon Professional Baseball, patřící do Central League. Patří v této soutěži mezi nejslavnější a nejúspěšnější týmy celé její historie.
Klub byl založen v roce 1935. Jeho původním jménem bylo „Ósaka Tigers“.
Za svou historii klub celkem pětkrát vyhrál Central League, z toho jednou i následující Japan Series:
- Vítězství v Japan Series: (1): 1985.
- Ostatní vítězství v CL (5): 1962, 1964, 1985, 2003 a 2005.